# Diana z Gabii

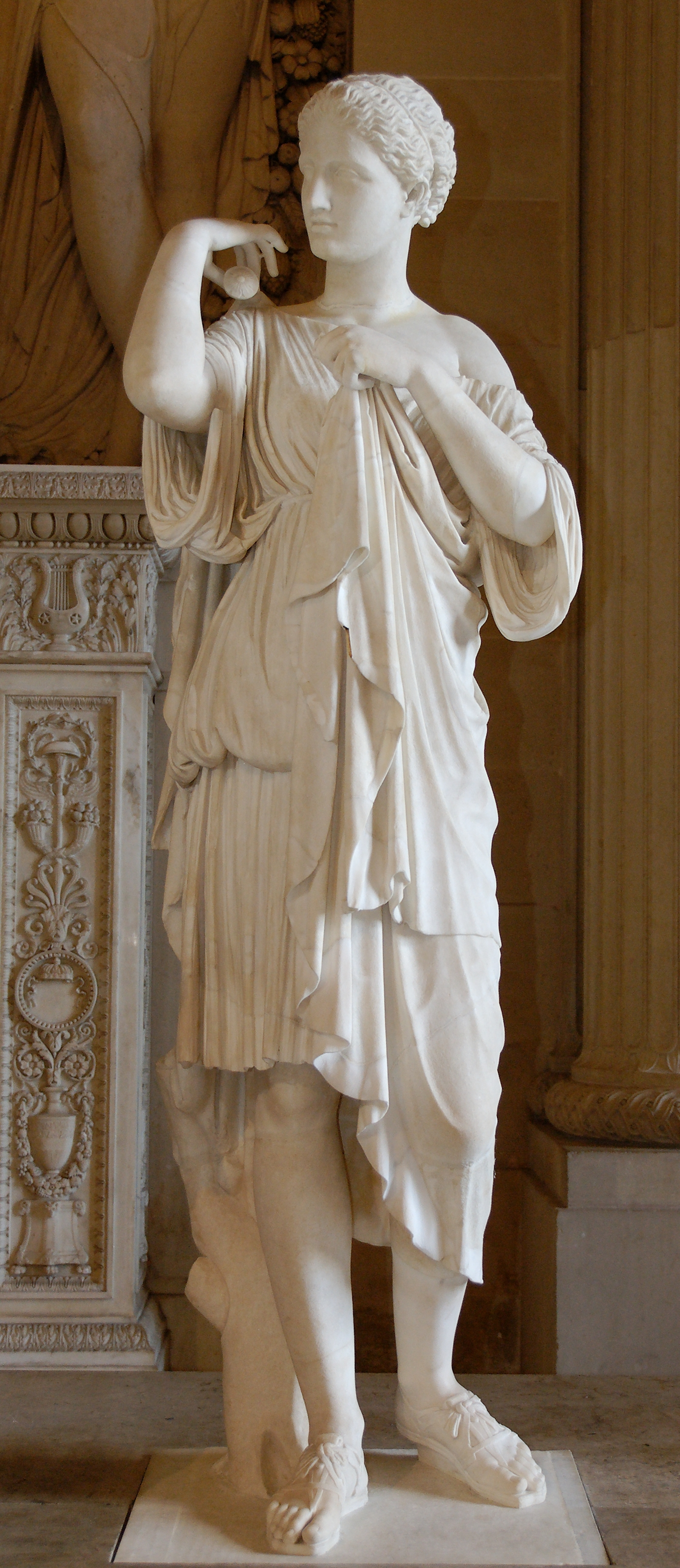
Diana z Gabii

Diana z Gabii – rzeźba Artemidy odkryta w 1792 w ruinach miasta Gabii, położonego między Rzymem a Praeneste. Obecnie jest przechowywana w Luwrze. W 1884 została zidentyfikowana jako kopia posągu Praksytelesa przeznaczonego dla sanktuarium Artemidy na Akropolu w Atenach. Sanktuarium to nosiło nazwę Artemidy Brauronia i było otaczane czcią przez kobiety ciężarne i położnice, które ofiarowały bóstwu odzież i inne kobiece drobiazgi. Czczony w nim posąg nosił nazwę Chitoniscos. Rzeźba przedstawia stojącą Artemidę ubierającą jedną z ofiarowanych jej szat. Oryginał był po raz pierwszy wzmiankowany w 346-345 r. p.n.e.